# Seznam výzbroje Pozemních sil Slovenské republiky
Seznam výzbroje Pozemních sil Slovenské republiky uvádí přehled vybavení pozemní složky ozbrojených sil Slovenska.

## Pěchotní zbraně
| Název                                 | Fotografie | Původ              | Určení                    | Ráže                 | Poznámky                                                                         |
| Pistole                               | Pistole    | Pistole            | Pistole                   | Pistole              |                                                                                  |
| ------------------------------------- | ---------- | ------------------ | ------------------------- | -------------------- | -------------------------------------------------------------------------------- |
| CZ 82                                 |            | Československo     | poloautomatická pistole   | 9×18 mm Makarov      | standardní pistole                                                               |
| CZ P-09                               |            | Česko              | poloautomatická pistole   | 9×19 mm Parabellum   | ve službě má nahradit CZ 82                                                      |
| Glock 17                              |            | Rakousko           | poloautomatická pistole   | 9 × 19 mm Parabellum | [ 1 ]                                                                            |
| Útočné pušky a karabiny               |            |                    |                           |                      |                                                                                  |
| CZ 805 BREN                           |            | Česko              | útočná puška              | 5.56×45 mm NATO      | Je v plánu nahradit těmito puškami staré Sa vz. 58.                              |
| Sa vz. 58 P                           |            | Československo     | útočná puška              | 7.62×39 mm           | standardní útočná puška                                                          |
| Sa vz. 58 V                           |            | Československo     | karabina                  | 7.62×39 mm           | ve výzbroji mechanizované pěchoty a výsadkářů                                    |
| M4A1                                  |            | USA                | karabina                  | 5.56×45 mm NATO      | ve výzbroji speciálních sil, roku 2023 bude zakoupeno dalších několik tisíc kusů |
| HK G36                                |            | Německo            | útočná puška              | 5.56×45 mm NATO      | ve výzbroji speciálních sil                                                      |
| HK 416                                |            | Německo            | karabina                  | 5.56×45 mm NATO      | ve výzbroji speciálních sil                                                      |
| Samopaly                              |            |                    |                           |                      |                                                                                  |
| Heckler & Koch MP5                    |            | Německo            | samopal                   | 9×19 mm Parabellum   | ve výzbroji speciálních sil                                                      |
| Heckler & Koch UMP                    |            | Německo            | samopal                   | 9×19 mm Parabellum   |                                                                                  |
| Odstřelovací pušky                    |            |                    |                           |                      |                                                                                  |
| Dragunov                              |            | Sovětský svaz      | puška pro přesnou střelbu | 7.62×54 mm R         |                                                                                  |
| Heckler & Koch HK417                  |            | Německo            | puška pro přesnou střelbu | 7.62×51 mm NATO      | ve výzbroji speciálních sil                                                      |
| SIG Sauer SSG 3000                    |            | Švýcarsko          | odstřelovací puška        | 7.62×51 mm NATO      | ve výzbroji speciálních sil                                                      |
| Accuracy International Arctic Warfare |            | Spojené království | odstřelovací puška        | 12.7×99 mm NATO      |                                                                                  |
| Barrett M82A1                         |            | USA                | velkorážní puška          | 12.7×99 mm NATO      |                                                                                  |
| Samonabíjecí pušky                    |            |                    |                           |                      |                                                                                  |
| Puška vz. 52/57                       |            | Československo     | samonabíjecí puška        | 7.62×39 mm           | ceremoniální zbraň používaná stráží prezidenta Slovenské republiky               |
| Kulomety                              |            |                    |                           |                      |                                                                                  |
| FN MINIMI Para                        |            | Belgie             | lehký kulomet             | 5.56×45 mm NATO      | standardní kulomet (1600 ks)                                                     |
| UK vz. 59                             |            | Československo     | univerzální kulomet       | 7.62×54 mm R         | standardní kulomet                                                               |
| M2 Browning                           |            | USA                | těžký kulomet             | 12.7×99 mm NATO      |                                                                                  |
| Granátomety                           |            |                    |                           |                      |                                                                                  |
| AGS-17                                |            | Sovětský svaz      | automatický granátomet    | 30×29 mm             |                                                                                  |
| CZ 805 G1                             |            | Česko              | jednoranný granátomet     | 40 × 46 mm           | [ 1 ]                                                                            |
| Pancéřovky                            |            |                    |                           |                      |                                                                                  |
| Carl Gustav M4                        |            | Švédsko            | pancéřovka                | 84 mm                |                                                                                  |
| RPG-75                                |            | Československo     | pancéřovka                | 68 mm                |                                                                                  |
| Protitankové řízené střely            |            |                    |                           |                      |                                                                                  |
| 9K111 Fagot                           |            | Sovětský svaz      | PTŘS                      | 120 mm               |                                                                                  |
| 9K113 Konkurs                         |            | Sovětský svaz      | PTŘS                      | 135 mm               |                                                                                  |
| Spike                                 |            | Izrael             | PTŘS                      | 130 mm               | 10 systémů                                                                       |
| Minomety                              |            |                    |                           |                      |                                                                                  |
| Minomet vz. 97                        |            | Slovensko          | těžký minomet             | 98 mm                |                                                                                  |
| Systémy PVO                           |            |                    |                           |                      |                                                                                  |
| 9K38 Igla                             |            | Sovětský svaz      | MANPADS                   | 72 mm                |                                                                                  |

## Dělostřelectvo
| Zbraňový systém       | Fotografie            | Původ                 | Určení                      | Verze                 | Počet                 | Poznámky                               |
| Dělostřelecké systémy | Dělostřelecké systémy | Dělostřelecké systémy | Dělostřelecké systémy       | Dělostřelecké systémy | Dělostřelecké systémy | Dělostřelecké systémy                  |
| --------------------- | --------------------- | --------------------- | --------------------------- | --------------------- | --------------------- | -------------------------------------- |
| Zuzana                |                       | Slovensko             | samohybná kanónová houfnice |                       | 16                    | mají být nahrazeny novějšími ZUZANA 2. |
| Zuzana 2              |                       | Slovensko             | samohybná kanónová houfnice |                       | 25                    |                                        |
| RM-70/85 Modular      |                       | Československo        | samohybný raketomet         |                       | 25                    |                                        |

## Obrněná vozidla
| Vozidlo                | Fotografie   | Původ                    | Určení                        | Verze        | Počet        | Poznámky |
| Bojové tanky           | Bojové tanky | Bojové tanky             | Bojové tanky                  | Bojové tanky | Bojové tanky | Bojové tanky |
| ---------------------- | ------------ | ------------------------ | ----------------------------- | ------------ | ------------ | --- |
| T-72                   |              | Sovětský svaz            | hlavní bojový tank            | T-72M1       | 30           | |
| Leopard 2              |              | Německo                  | hlavní bojový tank            | 2A4          | 15           | Budou dodány Německem jako náhrada za 30 BVP-1 odeslaných na Ukrajinu. První Leopard byl dodán 20.12.2022.https://dennikn.sk/minuta/3329881/ |
| Bojová vozidla pěchoty |              |                          |                               |              |              | |
| CV90                   |              | Švédsko                  | bojové vozidlo pěchoty        | MkIV         | 0 (+152)     | Objednány v červnu 2022. |
| BVP-M                  |              | Slovensko Československo | bojové vozidlo pěchoty        |              | 17           | Modernizovaná vozidla BPzV a BVP-1. |
| BVP-2                  |              | Československo           | bojové vozidlo pěchoty        |              | 91           | |
| BVP-1                  |              | Československo           | bojové vozidlo pěchoty        |              | 69           | Dalších 206 kusů uskladněno. |
| Patria AMV             |              | Finsko                   | kolové bojové vozidlo pěchoty | AMVXP        | 3 (+74)      | Objednány v březnu 2022. |
| Obrněné transportéry   |              |                          |                               |              |              | |
| OT-90                  |              | Československo           | obrněný transportér           |              | 60           | |
| Tatrapan               |              | Slovensko                | obrněný transportér           |              | 70+          | |
| Průzkumná vozidla      |              |                          |                               |              |              | |
| BRDM-2                 |              | Sovětský svaz            | kolové průzkumné vozidlo      |              | 6            | Je v plánu jejich brzké vyřazení ze služby.                                                                                                  |
| BPzV Svatava           |              | Československo           | průzkumné vozidlo             |              | 35           | Většina uskladněna. |
| BPsVI-ISTAR            |              | Slovensko                | průzkumné vozidlo             |              | 18           | Ve službě od roku 2018, jedná se o modernizovaná vozidla Svatava.                                                                            |
| MRAP                   |              |                          |                               |              |              | |
| International MaxxPro  |              | USA                      | MRAP                          |              | 6            | Ve službě u speciálních jednotek. |
| LOV                    |              |                          |                               |              |              | |
| Iveco LMV              |              | Itálie                   | LOV                           |              | 40           | |
| Aligator 4x4           |              | Slovensko                | LOV                           |              | 42           | |
| HMMWV                  |              | USA                      | LOV                           |              | 6            | Ve službě u speciálních jednotek. |
| JLTV                   |              | USA                      | lehké taktické vozidlo        |              | 0 (+160)     | V červenci 2023 slovenské ministerstvo obrany oznámilo nákup 160 vozidel JLTV.                                                               |
| Speciání tanky         |              |                          |                               |              |              | |
| VT-55                  |              | Československo           | vyprošťovací tank             | VT-55A       | ?            | |
| VT-72                  |              | Československo           | vyprošťovací tank             |              | ?            | |
| MT-55                  |              | Československo           | mostní tank                   | MT-55A       | 19           | |

## Automobilová technika
| Zbraňový systém           | Fotografie                | Původ                     | Určení                    | Verze                     | Počet                     | Poznámky                                     |
| Osobní terénní automobily | Osobní terénní automobily | Osobní terénní automobily | Osobní terénní automobily | Osobní terénní automobily | Osobní terénní automobily | Osobní terénní automobily                    |
| ------------------------- | ------------------------- | ------------------------- | ------------------------- | ------------------------- | ------------------------- | -------------------------------------------- |
| Mercedes-Benz třídy G     |                           | Německo                   | terénní automobil         |                           | ?                         |                                              |
| UAZ-469                   |                           | Sovětský svaz             | terénní automobil         |                           | 300                       | Mají být nahrazeny vozy Land Rover Defender. |
| Land Rover Defender       |                           | Spojené království        | terénní automobil         | Defender SW               | 170+                      |                                              |
| Nákladní automobily       |                           |                           |                           |                           |                           |                                              |
| AKTIS                     |                           | Slovensko                 | nákladní automobil        |                           | 180+                      |                                              |
| Praga V3S                 |                           | Československo            | nákladní automobil        |                           | 300+                      | Mají být nahrazeny vozy AKTIS a Tatra 815-7. |
| Tatra 815                 |                           | Československo            | těžký nákladní automobil  | 6x6, 8x8, 10x10           | 800+                      |                                              |
| Tatra 815-7               |                           | Česko                     | těžký nákladní automobil  |                           | 100+                      |                                              |
| MAN HX                    |                           | Německo                   | těžký nákladní automobil  |                           | 10+                       |                                              |